# Jackson Y2KV
Jackson Y2KV fue un modelo guitarra eléctrica, diseñada por el músico de Megadeth, Dave Mustaine, en un esfuerzo para crear una guitarra Gibson Flying V y de aspecto retro, para contrastar su habitual modelo Jackson King V.
Se utilizó principalmente para la gira de Risk (1999) y The World Needs a Hero (2001), como un modelo propio de Mustaine, con menos de una docena producida, incluyendo algunos prototipos. Con el tiempo, la Y2KV fue de producción en masa y la introdujo en el año 2000, al catálogo de las guitarras Jackson.
En el DVD del concierto Rude Awakening, cuenta con el modelo Y2KV, con un puente Floyd Rose y con una calcomanía  Shut! ("Calla" en español) en entre las pastillas. Para la canción de cierre «Holy Wars... The Punishment Due», Mustaine utiliza un modelo de la  Y2KV con los colores de la bandera estadounidense.

## Características
La guitarra se parece a la forma clásica de Gibson Flying V, con bordes redondeados y cabezal simétrica y redondeada. También tiene Volumen y Tono de tres direcciones.